# Stuckange
Stuckange (fràncic lorenès Stickéng) és un municipi francès situat al departament del Mosel·la i a la regió del Gran Est. L'any 2007 tenia 870 habitants.

## Demografia

### Població
El 2007 la població de fet de Stuckange era de 870 persones. Hi havia 300 famílies, de les quals 32 eren unipersonals (16 homes vivint sols i 16 dones vivint soles), 104 parelles sense fills, 148 parelles amb fills i 16 famílies monoparentals amb fills.
La població ha evolucionat segons el següent gràfic:
Habitants censats

### Habitatges
El 2007 hi havia 317 habitatges, 308 eren l'habitatge principal de la família i 9 estaven desocupats. 290 eren cases i 27 eren apartaments. Dels 308 habitatges principals, 270 estaven ocupats pels seus propietaris, 35 estaven llogats i ocupats pels llogaters i 3 estaven cedits a títol gratuït; 2 tenien una cambra, 5 en tenien dues, 10 en tenien tres, 61 en tenien quatre i 230 en tenien cinc o més. 276 habitatges disposaven pel capbaix d'una plaça de pàrquing. A 100 habitatges hi havia un automòbil i a 195 n'hi havia dos o més.

### Piràmide de població
La piràmide de població per edats i sexe el 2009 era:
| Homes | Edats   | Dones |
| ----- | ------- | ----- |
| 0     | 95 o +  | 0     |
| 4     | 90 a 94 | 0     |
| 0     | 85 a 89 | 0     |
| 4     | 80 a 84 | 0     |
| 8     | 75 a 79 | 8     |
| 4     | 70 a 74 | 20    |
| 16    | 65 a 69 | 8     |
| 20    | 60 a 64 | 24    |
| 28    | 55 a 59 | 24    |
| 48    | 50 a 54 | 32    |
| 12    | 45 a 49 | 40    |
| 24    | 40 a 44 | 20    |
| 48    | 35 a 39 | 32    |
| 16    | 30 a 34 | 28    |
| 20    | 25 a 29 | 16    |
| 24    | 20 a 24 | 8     |
| 20    | 15 a 19 | 20    |
| 20    | 10 a 14 | 12    |
| 32    | 5 a 9   | 28    |
| 12    | 0 a 4   | 36    |

## Economia
El 2007 la població en edat de treballar era de 541 persones, 408 eren actives i 133 eren inactives. De les 408 persones actives 388 estaven ocupades (211 homes i 177 dones) i 20 estaven aturades (9 homes i 11 dones). De les 133 persones inactives 51 estaven jubilades, 41 estaven estudiant i 41 estaven classificades com a «altres inactius».

### Ingressos
El 2009 a Stuckange hi havia 359 unitats fiscals que integraven 984 persones, la mediana anual d'ingressos fiscals per persona era de 21.780 €.

### Activitats econòmiques
Dels 13 establiments que hi havia el 2007, 1 era d'una empresa extractiva, 1 d'una empresa de fabricació d'altres productes industrials, 1 d'una empresa de construcció, 3 d'empreses de comerç i reparació d'automòbils, 1 d'una empresa de transport, 2 d'empreses d'hostatgeria i restauració, 1 d'una entitat de l'administració pública i 3 d'empreses classificades com a «altres activitats de serveis».
Dels 2 establiments de servei als particulars que hi havia el 2009, 1 era un guixaire pintor i 1 restaurant.
L'únic establiment comercial que hi havia el 2009 era una fleca.
L'any 2000 a Stuckange hi havia 5 explotacions agrícoles.

## Equipaments sanitaris i escolars
El 2009 hi havia una escola elemental.

## Poblacions més properes
El següent diagrama mostra les poblacions més properes.